# Rush for Berlin
Rush for Berlin es un juego de estrategia en tiempo real para el sistema operativo Microsoft Windows y, junto con su expansión Rush for the Bomb, se basa en un escenario histórico alternativo de la Segunda Guerra Mundial . El juego incluye cuatro campañas diferentes para un jugador y cinco modos multijugador, dos de los cuales fueron innovaciones globales. 

## Publicación
El juego, desarrollado por Stormregion, los creadores de Codename: Panzers, se lanzó el 26 de mayo de 2006 publicado por Deep Silver, también se publicó al mismo tiempo una edición de coleccionista de Rush for Berlin, cuyo material adicional incluyó una estatua de águila de metal y una baraja de cartas. En el 1.er Trimestre de 2007 se publicó el complemento Rush for the Bomb y en el 3er. Quarter of the Rush para la edición Berlin Gold, que incluía el juego original y el complemento.

## Historia de fondo
Rush for Berlin tiene lugar en la Segunda Guerra Mundial . Todas las misiones fueron ambientadas en la fase final de la guerra desde principios de 1944 hasta mayo de 1945. Dado no se quería que el juego fuese una continuación de Codename: Panzers se modificó completamente el fondo histórico real: en el juego Claus von Stauffenberg logra matar a Adolf Hitler; Stauffenberg ha fundado un nuevo gobierno que continúa la guerra con el apoyo de varias armas innovadoras. Por lo tanto, Alemania resiste mientras que Rusia y los Estados Unidos están tratando de ganar la carrera hacia Berlín. 

## Jugabilidad
Rush for Berlin es controlado por el mouse. El jugador mueve sus unidades militares sobre el mapa y les da comandos como atacar, mantener la posición, reparar o patrullar. En general, el jugador tiene más de 100 unidades diferentes a su disposición, y luego recibirá oficiales que ofrecen ayuda adicional con sus habilidades especiales. El jugador puede jugar cuatro campañas militares diferentes en sucesión, cada una con 4-7 misiones, primero puedes jugar del lado de los Aliados, Rusia, Gran Bretaña y los EE. UU., Luego puedes jugar el Reich alemán y finalmente la Resistencia francesa. Los objetivos de las misiones son diferentes, a veces las fábricas tienen que ser protegidas, se debe tomar una estación de radio o ayudar a los partisanos . Además, hay objetivos adicionales y secretos que se pueden cumplir y que a menudo traen ventajas, como unidades adicionales. Los objetivos y la situación de la misión se comunican en forma de una sesión informativa previa, y la mayoría de las misiones tienen un límite de tiempo estricto para cumplirlas. El jugador puede reunir sus fuerzas que con cada misión ganan más experiencia y se vuelven más efectivas. 
Debido a la trama históricamente modificada, también están disponibles nuevos sistemas de armas como el Panzerkampfwagen VIII Maus más pesado o el portador de carga explosiva a control remoto Goliat.

## Multijugador
El juego ofrece multijugador a través de Internet o LAN, y también tiene su propia comunidad en Gamespy . También hay varios modos multijugador como Deathmatch, Domination, Coop mode, RISK (Race-intensivo-estratégico Kombat) o RUSH, siendo estos dos últimos una novedad mundial. 
- Deathmatch : Aquí debes eliminar todas las unidades enemigas controladas por la computadora u otros jugadores.
- Dominación : el objetivo del juego es mantener tantos puntos estratégicos como sea posible, marcados con banderas, durante un tiempo determinado.
- Modo cooperativo : aquí varios jugadores humanos juegan juntos contra el oponente de la computadora.
- RIESGO:[2] Cada jugador recibe una orden aleatoria que tiene que llevar a cabo, pero no conoce las órdenes de los otros jugadores. Debe completar su tarea antes de que otro jugador termine su tarea.
- RUSH: es una carrera para obtener puntos estratégicos más rápido o destruirlos para evitar que otro jugador los tome. Quien alcance un cierto número de puntos primero, gana.

## Recepción y éxito económico.
El juego alcanzó solo calificaciones mediocres en la prensa comercial, ya que no era muy diferente en términos de desarrollo de su predecesor no oficial, Codename: Panzers, y el escenario de la Segunda Guerra Mundial ya no era interesante.  
El éxito económico no cumplió con las expectativas de Koch Media y su subsidiaria Deep Silver .  Sin embargo, se ha lanzado un complemento y el juego aún se mantiene con parches . 

## Enlaces web
- Rush for Berlin en MobyGames